# 阮偉明
阮偉明（1957年—），香港大律師及裁判官，於香港大學法律系畢業，於1988年獲得大律師資格，於1994年加入香港司法機構擔任裁判官。阮偉明擔任裁判官期間，多次判決均引起了香港社會爭議，當中最為極大迴響的是判決包致金侄女司法事件。但阮偉明亦曾在多次輕判社運人士（如梁國雄阻街案）。

## 簡歷
- 1999年，阮偉明駕駛經過龍翔道時，捲入三車相撞意外，事後被控告不小心駕駛，最終獲得判處無罪釋放，理由是控方的表面證供不足。
- 2000年，阮偉明在荃灣裁判法院審理一宗藏有淫褻光碟案件，判處被告入獄兩個月及罰款5,000港元。被告不服及上訴，被高等法院首席法官陳兆愷增加刑期至入獄一年，並且批評阮偉明的判詞並無交代判刑理由，「佢（阮偉明）要輕判，但要輕得有道理，依家輕得冇道理……我覺得原審法官馬馬虎虎」（他要輕判，但要輕得有道理，現在輕得沒道理……我覺得原審法官馬馬虎虎）[2]。